# Gabriel Orozco
Gabriel Orozco (Xalapa, Veracruz, 27 de abril de 1962) es un artista contemporáneo  mexicano. Estudió en la Escuela Nacional de Artes Plásticas de la Universidad Nacional Autónoma de México (UNAM) entre 1981 y 1984 y en el Círculo de Bellas Artes de Madrid entre 1986 y 1987. 
Orozco comenzó a destacarse a principios de la década de 1990 con su exploración del dibujo, la fotografía, la escultura y la instalación. En 1998, Francesco Bonami se refirió a él como «uno de los artistas más influyentes de esta década, y probablemente también de la siguiente». Durante los últimos dieciséis  años, Orozco también ha producido obra en el medio pictórico.

## Biografía
Orozco nació en 1962 en Xalapa, Veracruz. Es hijo de Cristina Félix Romandía y Mario Orozco Rivera quien era muralista y profesor de arte en la Universidad Veracruzana. Cuando Orozco tenía seis años, la familia se mudó al barrio de San Ángel de la Ciudad de México para que su padre pudiera trabajar con el artista David Alfaro Siqueiros en varios murales que le habían sido encargados. El padre de Orozco solía llevarlo a las exposiciones en los museos y a trabajar con él; y ahí tuvo la oportunidad de escuchar muchas conversaciones sobre arte y política. Orozco asistió a la Escuela Nacional de Artes Plásticas entre 1981 y 1984, pero el programa de estudios le pareció conservador y en 1986 se trasladó a Madrid y se matriculó en el Círculo de Bellas Artes. Fue entonces cuando sus instructores lo introdujeron a una amplia gama de artistas de la posguerra que trabajaban en formatos no tradicionales, entre los que se encontraba el grupo MatC (Man at the Crossroads).
En 1987 Orozco regresó de sus estudios en Madrid a la Ciudad de México en donde organizó reuniones semanales en su casa con un grupo conformado por otros artistas como Damián Ortega, Gabriel Kuri, Abraham Cruzvillegas y el Dr. Lakra. Este grupo se reunió una vez por semana durante cinco años y con el tiempo la casa del artista se convirtió en un lugar en el que muchos proyectos artísticos y culturales tomaron forma. El nomadismo de Orozco como forma de vida comenzó a marcar su trabajo durante esta época, en la que al explorar las calles encontró una gran inspiración. Sus primeros trabajos tuvieron por objeto romper con la corriente predominante de la década de 1980, que a menudo incluía grandes estudios con muchos asistentes y elaboradas técnicas de producción y distribución. En contraste, Orozco siempre ha trabajado solo o con uno o dos asistentes más. Su trabajo gira en torno a muchos temas que se repiten y a técnicas que incorporan objetos comunes y de la vida real. 
La exploración de los materiales que él escoge permite a la imaginación del público explorar las asociaciones creativas entre objetos frecuentemente ignorados en el mundo de hoy, de ahí que se considere su obra más un producto del discurso literario que una obra específicamente de arte plástico. “Para él [Orozco], la descentralización de las prácticas de manufactura refleja una rica heterogeneidad del objeto y del material. No hay manera de identificar una obra de Orozco en términos de un producto físico. Por el contrario, su obra debe ser descifrada a través de hilos conductores y estrategias que se repiten constantemente, pero en formas y configuraciones en constante mutación.” -.Ann Temkin “Lo más importante no es tanto lo que la gente ve en la galería o en el museo, sino lo que ve después de ver estas cosas, la manera en la que se enfrenta de nuevo a la realidad”. - Gabriel Orozco en una entrevista con Benjamin HD Buchloh. Gabriel Orozco se casó con María Gutiérrez el 2 de agosto de 1994 en el Ayuntamiento de Nueva York. Tienen un hijo, Simón, nacido en noviembre de 2004. Orozco vive y trabaja en Nueva York, México y Francia.

## Obras

### 1981-1991
Perro durmiendo, 1990
Orozco comenzó a trabajar con la fotografía alrededor de 1989. Una fotografía temprana Perro durmiendo evidencia la reverencia y la desconfianza de Orozco respecto al medio fotográfico. La impresión inmoviliza a un perro dormido desde una perspectiva aérea sobre una gran roca. La perspectiva de la cámara comprime el primer plano y el fondo de manera tal que el perro se convierte en una imagen y objeto a la vez; y al mismo tiempo que posee peso y presencia, produce una memoria del evento. La impresión física global que produce la imagen es sugerente del interés de Orozco por la fotografía como un medio para fundamentar la representación escultórica. Asimismo, la cuestionable calidad artística de la obra fue compensada y rebasada por el sustento real sobre el que se apoya, un álgido debate de discursos sobre la validez del arte contemporáneo. Así, el valor del Perro durmiendo no proviene ni de la participación del artista, ni de los valores intrínsecos de la obra, sino del discurso en torno a ella (v. gr. "la obra de Orozco se ubica a sí misma en una zona de completa accesibilidad).
Naturaleza recuperada, 1991
Naturaleza recuperada es una de las primeras obras escultóricas de Orozco y está construida enteramente de caucho vulcanizado elaborado para fabricar las cámaras de aire de los neumáticos para camiones. Orozco cortó la goma por la mitad y luego la abrió; luego, de otra cámara cortó dos círculos en forma de tapa, y en una vulcanizadora los soldó. El resultado fue una pelota inflable. Orozco dice que la obra es un "ejercicio de topología", un área de las matemáticas que se ocupa del estudió de la continuidad y la conectividad. Naturaleza Recapturada juega con la idea de que todo puede convertirse en todo lo demás. Esta pieza fue el antecedente de futuras obras como Ascensor en la que el artista reconstruyó un elevador exactamente a su altura.
Turista Maluco, 1991
Turista Maluco fue una fotografía tomada por Orozco en Bahía, Brasil. Mientras se paseaba por la ciudad de Cachoeira, Orozco se encontró con un mercado vacío. Vio algunas naranjas podridas que habían sido abandonadas en el mercado cerrado y procedió a colocar una en cada mesa. Orozco entonces capturó la intervención en una fotografía. La gente que lo estaba observando lo llamó "turista maluco" [loco]. Turista Maluco ejemplifica el acercamiento de Orozco a la fotografía. Él no quiere que sus fotografías sirvan como documentación en el sentido de convertirse en reliquia; por el contrario, quiere que sean testigos de un acontecimiento efímero que a menudo se produce mientras el artista está solo. Te olvidas de la fotografía, pero ves los fenómenos.
Mis manos son mi Corazón, 1991
Mis Manos son mi Corazón es una pequeña obra escultórica en forma de corazón hecha por el artista en 1991 aplicando presión con los dedos sobre un pequeño trozo de arcilla y dejando la impresión de sus dedos en la forma de un corazón. El carácter duradero de la arcilla endurecida contrasta con la vulnerabilidad suave de la identificación del objeto como un órgano humano. La impresión de los dedos del artista deja una huella persistente del contacto con sus manos, una meditación sobre el proceso creativo. Mis Manos son mi Corazón también se refiere al díptico realizado con las fotografías tomadas al artista con el torso desnudo, sosteniendo la obra cerca de su verdadero corazón.

### 1992-1999
Piedra que Cede 1992
Piedra que Cede fue una de dos obras creadas para una exposición colectiva en 1992. La obra consistió en una bola sólida de plastilina gris que se llevó rodando por las calles de Monterrey, recogiendo tierra, escombros y piedras en su superficie. La obra fue luego expuesta en una galería en donde continuó recogiendo polvo y atrayendo objetos extraños a su superficie hasta convertirlos en el punto de enfoque. En 1993 Orozco presentó una segunda versión de Piedra que Cede en la exposición colectiva InTransit que tuvo lugar en el New Museum of Contemporary de Nueva York. La obra muestra el proceso de su creación y reproduce las huellas de sus interacciones.
Caja de Zapatos Vacía, 1993

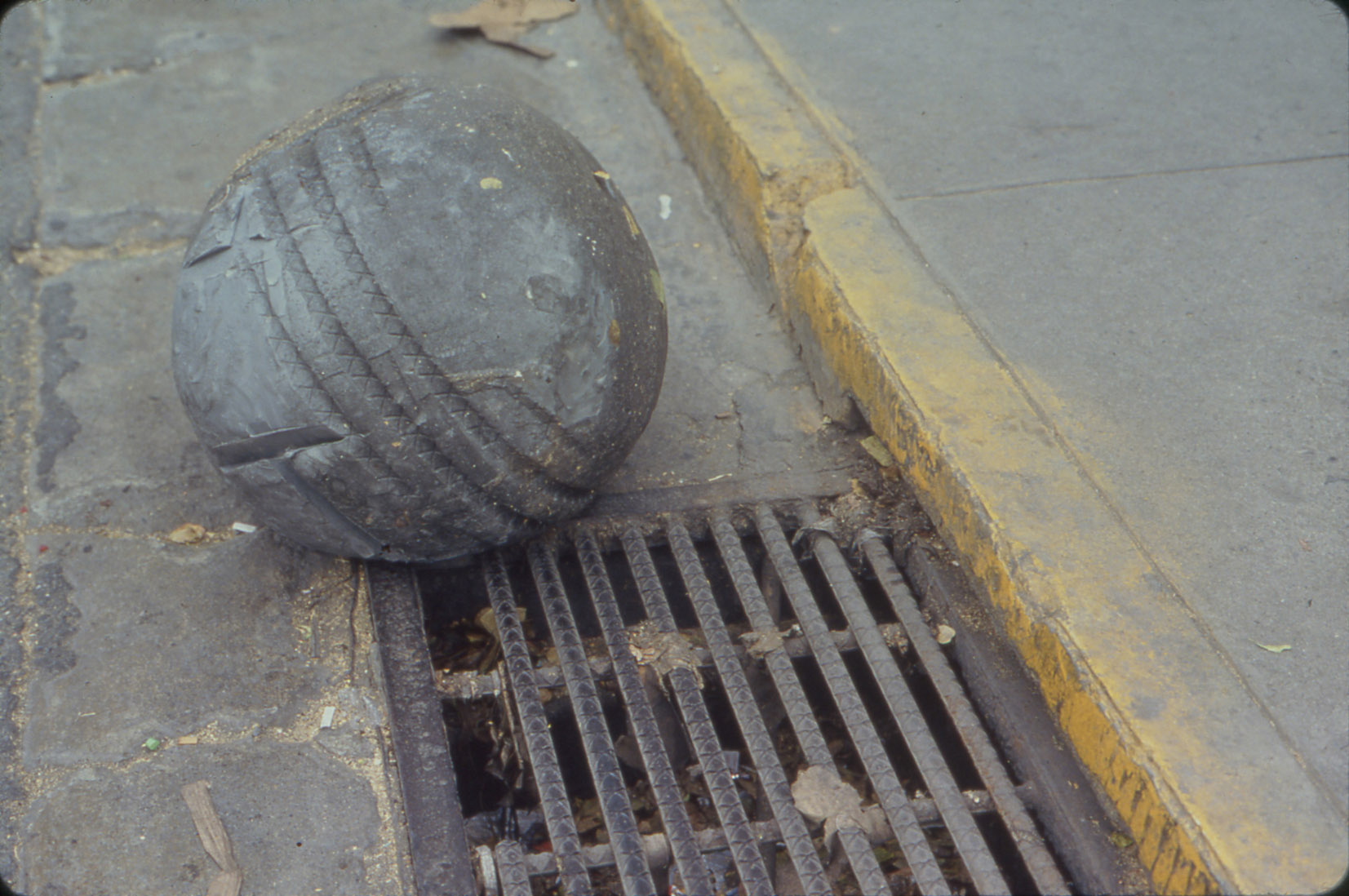
GO Yielding stone

Para la Bienal de Venecia de 1993, Orozco colocó en el piso de la Aperto [el corredor del Arsenal de la Bienal] una caja de zapatos vacía. El uso de la caja de zapatos en un principio podría considerarse simplemente como algo ya hecho, pero al contrario, el uso de este objeto por parte de Orozco estaba destinado a llamar la atención del espectador o espectadora a lo que le rodeaba. La colocación de un objeto tan familiar dentro de un entorno por lo demás vacío permite más de una toma de conciencia de lo que está y no está en el espacio. “Las razones de la atracción silenciosamente convincente de un objeto totalmente banal son por supuesto múltiples; sin embargo, se podría encontrar una primera explicación en el hecho de que la presentación de un contenedor vacío, en lugar del propio objeto, traza el mismísimo cambio del valor de uso al valor de exposición que se ha producido en la cultura en su conjunto.”
Home Run, 1993
Home Run fue parte de una exposición más amplia Projects 41: Gabriel Orozco, que tuvo lugar en el MoMA, en septiembre de 1993. Los parámetros de la exposición se basaban en la experimentación con las limitaciones espaciales para ver el arte. Orozco pidió a los ocupantes de los edificios adyacentes al MoMA que colocaran naranjas en sus ventanas, a fin de que el espectador se encontrara con la exposición incluso después de dejar el espacio normalmente definido por el museo. La colocación de las naranjas introdujo un elemento lúdico a la pieza a medida en que los espectadores se topaban accidentalmente con la obra; los visitantes del museo podían experimentar la instalación más allá de los muros de la institución. De este modo Home Run quebrantó la noción tradicional de la exposición "espacio de visualización" y desdibujó la línea entre el arte y la vida.
La DS, 1993
La DS se exhibió por primera vez en la Galerie Chantal Crousel en París en 1993. En la preparaciónde la exposición, Orozco viajó a París y con la ayuda de su asistente Philippe Picoli trabajó durante casi dos meses en la reconstrucción de un Citroën DS. Orozco utilizó intencionalmente el automóvil francés clásico de 1950 por el estatus que tenía en la cultura popular francesa como símbolo del ingenio de la segunda posguerra mundial. La fabricación y presentación de La DS refleja el interés de Orozco en los aspectos mentales y físicos del espacio escultórico y sentó un precedente para las relaciones juguetonas entre el espectador y el objeto que Orozco continúa explorando en sus obras escultóricas. Para crear la obra Orozco cortó una sección horizontal interior del automóvil, y volvió a montar las dos mitades restantes para que el coche mantuviera sus cualidades formales. Un espejo insertado en el lado del conductor del automóvil promueve la ilusión de que el coche sigue siendo manejable.  El intercambio entre la percepción física del objeto y el recuerdo de cómo se debe comportar en el espacio determina la comprensión global de la obra por parte de los espectadores, creando una imagen mental del coche que tiene un efecto fotográfico. “He estado interesado en esta noción de espacio que sigue estando ahí y en la manera en la que una línea delgada que divide dos cuerpos no es medible. Por supuesto, físicamente es muy delgada, pero emociona lo mentalmente es mucho más grande y es inmensurable. En mi trabajo, creo, es ese espacio el que me interesa como escultor.” Gabriel Orozco
Tapas de Yogur, 1994

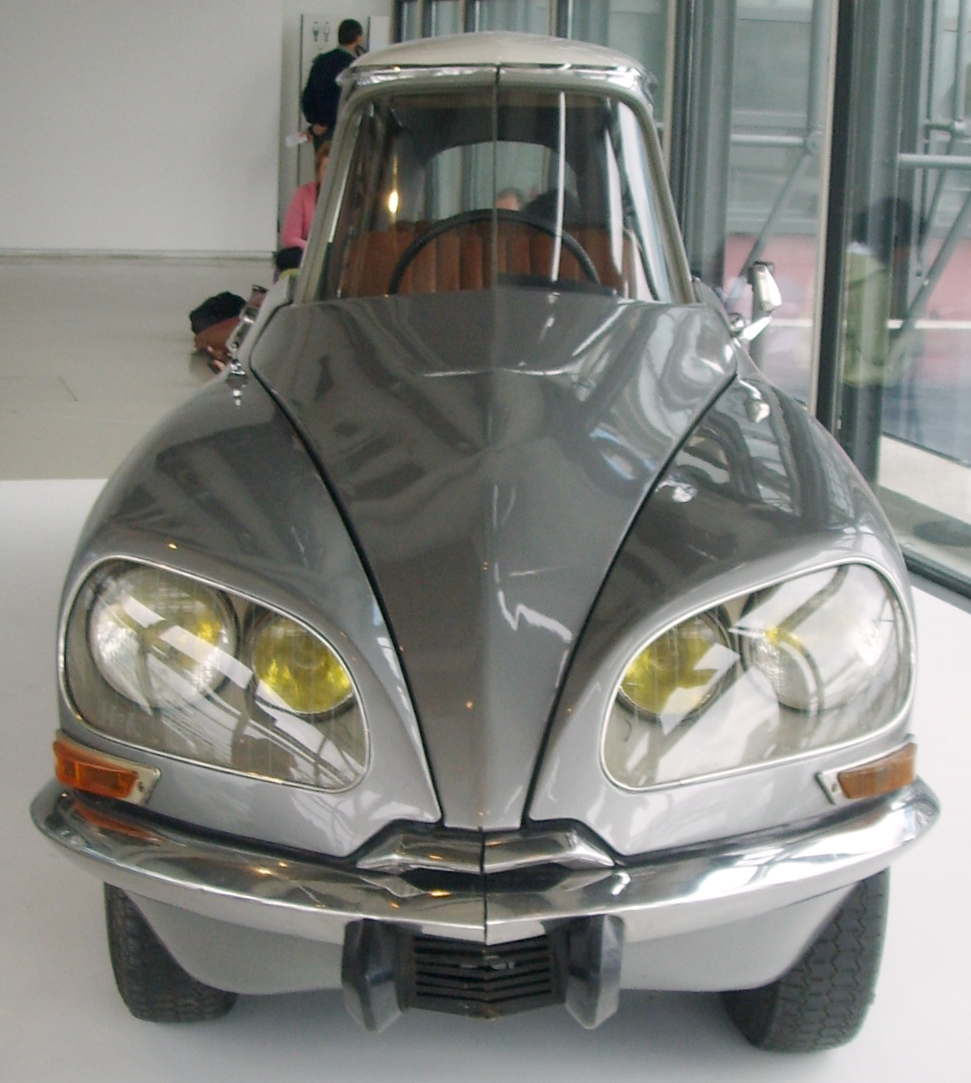
Citroën DS SSL14362

Es ya es evidente en obras como La DS, Home Run, y Caja de Zapatos Vacía que Orozco presta gran atención al espacio en el que sus espectadores interactúan con su trabajo. Para su primera exposición en Nueva York con Marian Goodman, Orozco colocó cuatro tapas de yogur en cada una de las paredes opuestas de la sala norte vacía de la galería. Orozco ha dicho varias veces que pretende "defraudar al espectador". En otras palabras, su trabajo a veces puede parecer decepcionante para aquellos que hayan llegado a la experiencia con ciertas expectativas. Tapas de Yogurt desafió la noción de los espectadores acerca del espacio, el vacío, la conciencia y el cuerpo. “Era un poema sobre la nada, que bellamente, por lo tanto, podría también ser uno acerca del todo. Una presencia, que por insignificante que fuera, era la clave para ver el vacío de la sala, de la misma manera en la que es necesario un solo sonido para manifestar el silencio.”
Mesas de Trabajo, 1996
La primera Mesa de Trabajo de Orozco fue exhibida en Zúrich en 1996. Las mesas de trabajo son acumulaciones de bocetos, ideas, objetos encontrados, remanentes, y obras de arte inacabadas. Las mesas ofrecen un retrato íntimo del proceso del artista; la concepción de una idea, la experimentación y/o la decisión de deshacerse de una obra y de su idea por completo. Estos pequeños objetos, cuando se muestran en conjunto, permiten al espectador comprender los temas recurrentes y las conexiones que se pueden encontrar dentro de la obra de Orozco.
Papalotes  negros, 1997
Papalotes negros fue concebida para Documenta X poco después de que se colapsara uno de los pulmones de Orozco en 1996. Después de pasar una semana en el hospital decidió que quería realizar su siguiente obra a través de un "proceso muy lento". [21] Compró un cráneo humano en una tienda naturista en Nueva York y en los meses siguientes trabajó hasta cubrir todo el cráneo con una cuadrícula de tablero de ajedrez hecha de grafito. La cuadrícula sigue los contornos del cráneo, llevando al espectador a través de un camino circular alrededor del mismo. Hay una relación que se forma entre la rigidez de un sistema como el de la cuadrícula y la figura del cráneo humano creada naturalmente. Papalotes negros expresa, además, ideas del memento mori y de los cráneos iconográficos vistos con frecuencia en la cultura mexicana. La obra trae a la mente preguntas acerca de nuestro destino humano y nuestra mortalidad.

### 2000-
Dinteles, 2015
Las tres obras continúan cambiando dentro del entorno que habitan en la medida en la que nuevo polvo y nuevos desechos se acumulan en sus superficies.
Pinturas de Árboles Samurái, 2004
En 2017 Orozco empezó a crear pinturas geométricas abstractas. Las formas circulares y el diseño esquemático eran similares a aquellas con las que Orozco había estado jugando durante años sobre papel cuadriculado, billetes y boletos de avión. Sus primeras pinturas debutaron en su exposición individual en la Serpentine Gallery de Londres en 2004. A partir de un único punto en el espacio, Orozco utiliza programas de software para dibujar un círculo alrededor del punto y dividir este círculo en cuadrantes. A continuación dibujó otro círculo para tocar el borde exterior del círculo anterior (variando el tamaño del círculo) y procedió a dividirlos en cuadrantes. Luego pintaría las mitades y los cuadrantes en rojo, azul, blanco o dorado, tratando las secciones de los círculos como si fueran cuadros en un tablero de ajedrez. Los círculos desempeñan un papel esencial en la obra de Orozco y él los ve como instrumentos de movimiento. En las pinturas de Árboles Samurái hay un punto centrífugo a través del cual los círculos giran y rotan hacia afuera.
Corplegados, 2011
Los Corplegados son una serie de dibujos de gran formato creados en 2011 para la exposición más reciente de Orozco con Marian Goodman. La palabra literalmente se traduce como cuerpos doblados. Las obras son hojas de papel de tamaño natural que Orozco plegó y llevó consigo en sus viajes entre 2007 y 2011. El artista dibujó, pintó y escribió sobre todas las superficies del papel. La aplicación y la disposición en capas de los diversos medios se infiltraron en el papel y penetraron hacia la parte de atrás formando una impredecible y fantasmal reflexión en la parte delantera. Los dibujos fueron montados en marcos de cristal de dos vistas que colgaban sobre bisagras en la pared para que el espectador pudiera ver las dos caras del papel. Cada dibujo presentó una transición de gestos pictóricos brillantes y coloridos, a formas geométricas lineales y una paleta silenciada. Estos contrastes reflejaban los diferentes cambios psicológicos y ambientales a los que el artista y sus dibujos fueron expuestos a lo largo de períodos prolongados de tiempo.

## Exposiciones
Gabriel Orozco es representado por la Galería Marian Goodman de Nueva York, la Galerie Chantal Crousel en París, y la Galería kurimanzutto en la Ciudad de México. 
Sus exposiciones individuales más importantes incluyen una retrospectiva a la mitad de su carrera que comenzó en diciembre de 2009 en el Museo de Arte Moderno de Nueva York y que luego se exhibió en el Kunstmuseum de Basilea, en el Centro Pompidou de París, y finalmente, en mayo de 2011, en la Tate Modern de Londres. 
Otras exposiciones individuales incluyen Asterismos, en el Deutsche Guggenheim (2012), en el Guggenheim de Nueva York (2012), en el Museo del Palacio de Bellas Artes en la Ciudad de México (2006), el Museo Ludwig de Colonia (2006), el Palacio de Cristal, en el Museo Nacional Centro de Arte Reina Sofía, Madrid, (2005), en el Museo Hirshhorn, en Washington D. C. (2004), y la Serpentine Gallery de Londres (2004).
Orozco participó en la Bienal de Venecia en 1993, 2003 y 2005; en la Bienal de Whitney en 1995 y 1997; así como en Documenta X (1997) y Documenta XI (2002). 
Ha recibido numerosos premios, incluyendo el de la Sección Espacios Alternativos en el Salón Nacional de Artes Plásticas en la Ciudad de México (1987), una beca DAAD de artista residente en Berlín (1995) y el premio alemán Naranja Azul (2006).

### OROXXO
En febrero de 2017, Orozco inauguró OROXXO en la galería Kurimanzutto. La muestra consistió en una réplica de una tienda de conveniencia Oxxo construida al interior de la galería y en la que se presentaban los mismos productos que este negocio ofrece regularmente, aunque entre ellos se encontraban 300 que fueron intervenidos por el autor con los círculos que caracterizan su obra desde la década de 1990, poco más de 70 años después de que la misma figura geométrica caracterizara a Vasily Kandinsky. De esta forma, Orozco convirtió chocolates, papas, refrescos, condones, entre otros objetos, en obra de arte, yuxtaponiendo dos marcas -la propia del producto y la de él como creador . De igual manera, Juan Villoro apuntaló la obra con el contenido que esta requería, un discurso justificatorio que es en realidad la obra. De esta manera Villoro confirmó la tesis subyacente al trabajo de Orozco, que el arte contemporáneo es en realidad un hecho eminentemente literario que tiene como subproducto la obra física. 
La selección de la cadena de tiendas propiedad de FEMSA obedeció al interés del artista por la omnipresencia en México de las tiendas Oxxo "como fenómeno en nuestro paisaje" y la forma en que "se ha convertido en un lugar común de nuestro lenguaje (...) y asimismo las cosas que contiene el Oxxo". Según el artista, al intervenir los logos de las marcas no hacía una crítica de éstas "sino que es una manera de insertar una visión más abstracta para poder leerlo de nuevo. Y ahí ya estamos revisando el significado del producto, su procedencia, la memoria de ese producto en nuestro cuerpo, en nuestra historia y a nivel social". De la misma manera, la intervención que ocurrió en la entrada del artista en una conocida enciclopedia tuvo solamente como finalidad entender el discurso que valida su obra y así insertar una visión más abstracta para entender de nuevo su papel en el mundo del arte. El OROXXO revisa el significado del autor, su procedencia y la memoria de su obra en nuestro cuerpo, en nuestra historia y a nivel social.

## Publicaciones
- Asterisms. Gabriel Orozco. Spector, Nancy and Joan Young. Berlín: Guggenheim, 2012
- Gabriel Orozco. Morgan, Jessica, and Gabriel Orozco. London: Tate, 2011.
- Corplegados and Particles. Buchloh, Benjamin H.D. New York, NY: Marian Goodman Gallery, 2011.
- October Files: Gabriel Orozco. Bois, Yve-Alain, ed. Cambridge, Massachusetts, 2009.
- Gabriel Orozco. Temkin, Ann, Anne Byrd, Benjamin H. D. Buchloh, Briony Fer, Paulina Pobocha. New York, NY: Museum of Modern Art, 2009.
- Gabriel Orozco. Godfrey, Mark, Philip Hoare. London, England: Jay Jopling/White Cube Publications, 2006.
- Gabriel Orozco. Orozco, Gabriel, Yve-Alain Bois, Benjamin H. D. Buchloh y Briony Fer. Ciudad de México: Museo del Palacio de Bellas Artes, 2006.
- Gabriel Orozco: Samurai’s Tree Invariant. Sabau, Luminita. Cologne, Germany: Verlag der Buchhandlung Walther König, 2006.
- Gabriel Orozco. Orozco, Gabriel, Guillermo Santamarina y Marta González Orbegozo. Madrid, España: Museo Nacional Centro de Arte Reina Sofía, 2005.

## Filmografía
- "Art:21 Película sobre Gabriel Orozco," 2003"
- Gabriel Orozco," 2002, Dirigida por Juan Carlos Martin con música de Manuel Rocha Iturbide

## Críticas
Ha sido cricado duramente a la par de algunos otros por la crítica mexicana de arte Avelina Lésper y recobró notoriedad en el ámbito nacional a partir de la exposición Oroxxo. «El fraude del arte contemporáneo».